# Dunhill
Dunhill är en ort i republiken Irland.   Den ligger i grevskapet Waterford och provinsen Munster, i den sydöstra delen av landet, 150 km sydväst om huvudstaden Dublin. Dunhill ligger 21 meter över havet och antalet invånare är 209.
Terrängen runt Dunhill är platt. Havet är nära Dunhill söderut. Runt Dunhill är det ganska tätbefolkat, med 72 invånare per kvadratkilometer. Närmaste större samhälle är Waterford, 13,9 km nordost om Dunhill. Trakten runt Dunhill består i huvudsak av gräsmarker.